# Misaki Juri
Misaki Juri (みさき樹里 sinh ngày 25 tháng 9 năm 1980) là một nữ họa sĩ manga người Nhật đến từ tỉnh Fukuoka, Nhật Bản. Từ năm 2002, cô hợp tác với DNA studio (nay là Ichijinsha) chuyên đăng các mẫu truyện one-shot trên các tạp chí của công ty hàng tháng. Năm 2005, tác phẩm nổi tiếng nhất của cô là bộ manga chuyển thể từ visual novel CLANNAD được ra mắt lần đầu trên tạp chí Comic Rush của công ty Jive. Từ năm 2010, cô đảm nhận khâu minh họa cho manga Little Busters! Ecstasy: Wonderbit Wandering. Cô cũng được biết đến với tên thân mật là Misaki-chi (みさきち).